# Torre del Burgo
Torre del Burgo è un comune spagnolo di 111 abitanti situato nella comunità autonoma di Castiglia-La Mancia.